# Skeliwka
Skeliwka (ukrainisch Скелівка, bis 1945 Фельштин; russisch Скелевка Skelewka, polnisch Felsztyn oder Fulsztyn) ist ein Dorf in der westukrainischen Oblast Lwiw mit etwa 1000 Einwohnern.

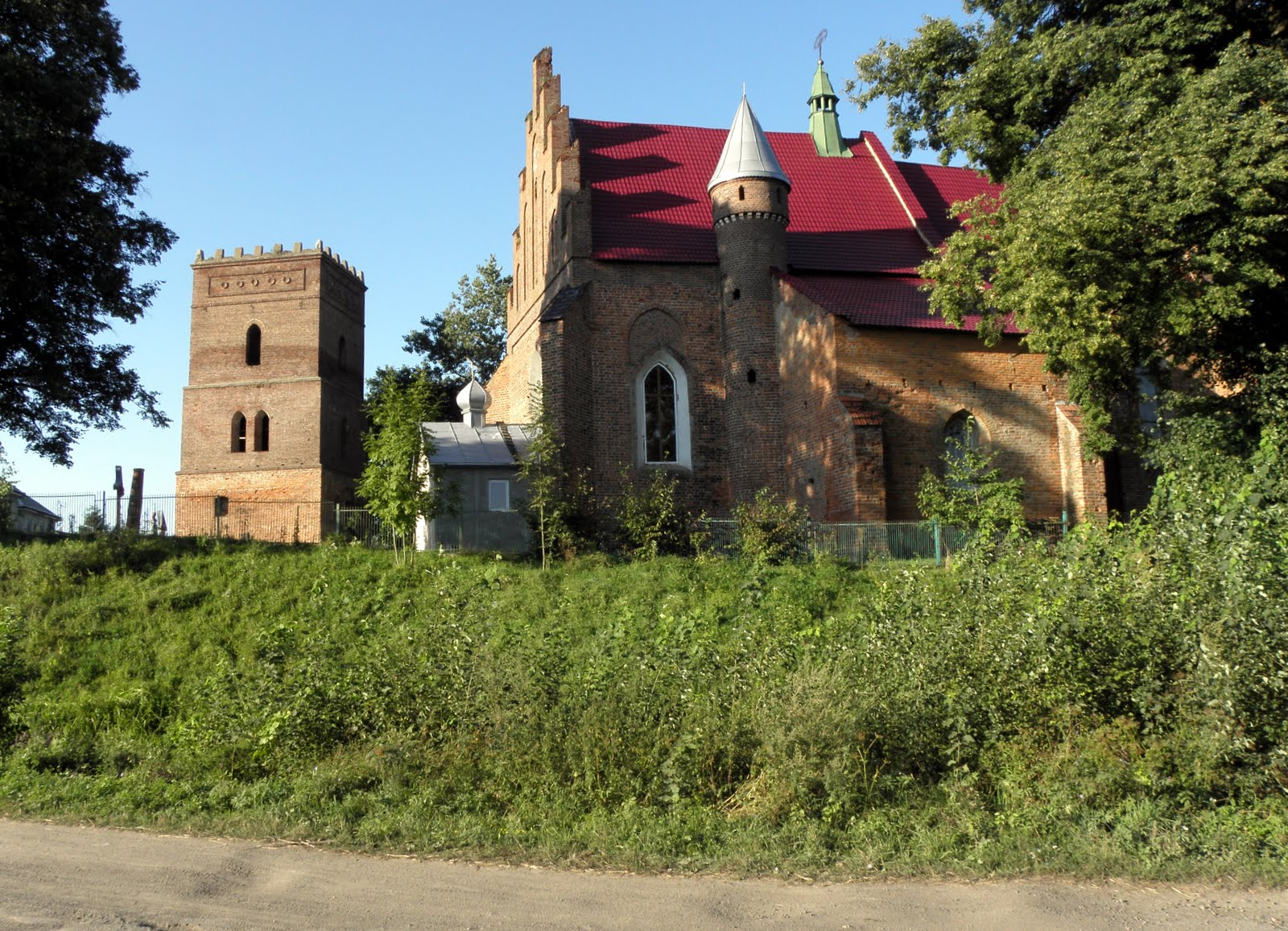
Kirche im Ort

Zur gleichnamigen Landratsgemeinde im Rajon Staryj Sambir zählten auch die Dörfer Hlyboka (Глибока) und Sassadky (Засадки).
Am 12. Juni 2020 wurde die Landratsgemeinde aufgelöst und der Stadtgemeinde Chyriw unterstellt, gleichzeitig wurde das Dorf ein Teil des Rajons Sambir.

## Geografie
Das Dorf liegt im Rajon Sambir 17 km nordwestlich vom Rajonzentrum Sambir am linken Ufer des Strywihor, einem 94 km langen Nebenfluss des Dnister und besitzt eine Bahnstation an der Bahnstrecke Stryj–Starjawa. Durch das Dorf verläuft die Territorialstraße T–14–18.

## Geschichte
Im Jahre 1374 teilte Wladislaus II. von Oppeln, der Statthalter in der „Rus“, 9 Dörfer im Przemyśler Land den Brüdern Herbord und Frydrusz zu. Die Brüder stammten aus Füllstein in Mähren und waren die Ahnherren der Adelsfamilie Herburt, ausgestorben in der 1. Hälfte des 17. Jahrhunderts. Sie gründeten dort ein neues Dorf, das im Jahre 1390 erstmals urkundlich erwähnt wurde. Später wurde es als Folsteyn, Felstin, Fullensteyn, Fulsthine, Fulstin oder Fulsztyn erwähnt. Neben Dobromyl war es der Hauptsitz der Familie. Vor 1400 wurde ein Schloss gebaut. In diesem Jahre wurde es als eine Stadt erwähnt, die im folgenden Jahrhundert ein Graben mit Erdwällen umgab. Vor 1418 wurde eine römisch-katholische Pfarrei mit Holzkirche errichtet, die im frühen 16. Jahrhundert durch eine gemauerte ersetzt wurde. In dieser Zeit kamen die ersten Juden. Nach der Familie Herburt gehörte die Stadt unter anderem den Familien Koniecpolski, Daniłowicz, Potocki, Brześciański, Mniszch und Kiegshaber.
Bei der Ersten Teilung Polens kam die Stadt 1772 zum neuen Königreich Galizien und Lodomerien des habsburgischen Kaiserreichs (ab 1804). In dieser Zeit funktionierte es als eine Marktstadt. Es gab damals die römische und griechisch-katholische Kirche und eine Synagoge aus Holz.
Im Jahre 1900 hatte die Gemeinde Felsztyn 210 Häuser mit 1327 Einwohnern, davon 1190 polnischsprachige, 137 ruthenischsprachige, 443 römisch-katholische, 194 griechisch-katholische, 690 Juden.
Am 10. Oktober 1914 wurde eine Schlacht begonnen, die den Ort zum größten Teil zerstörte.
1919, nach dem Zusammenbruch der k.u.k. Monarchie und dem Ende des Polnisch-Ukrainischen Kriegs, kam Felsztyn zu Polen. Im Jahre 1921 hatte die Marktstadt 183 Häuser mit 1195 Einwohnern, davon 668 Polen, 116 Ruthenen, 411 Juden (Nationalität), 528 römisch-katholische, 133 griechisch-katholische, 534 Juden (Religion). Im Jahre 1938 die römisch-katholische Pfarrei Felsztynn im Dekanat Sambor im Bistum Przemyśl umfasste 1694 Gemeindemitglieder, davon 1461 in Felsztyn, 230 in Głęboka und 3 in Bukowa.
Im Zweiten Weltkrieg gehörte es zuerst zur Sowjetunion und ab 1941 zum Generalgouvernement, ab 1945 wieder zur Sowjetunion, heute zur Ukraine. Im März 1942 wurden die Juden nach Sambor deportiert und später ins Vernichtungslager Belzec. Die hölzerne Synagoge wurde niedergebrannt. Die meisten Polen verließen den Ort nach 1945.

## Sehenswürdigkeiten
- Kirche, 15. – frühes 16. Jahrhundert, Backsteingotik, ehemalig römisch-katholisch, heute orthodox.
- Orthodoxe Holzkirche, erbaut 1790.
- Gutshof (19. Jahrhundert)
- Schwejk-Figur

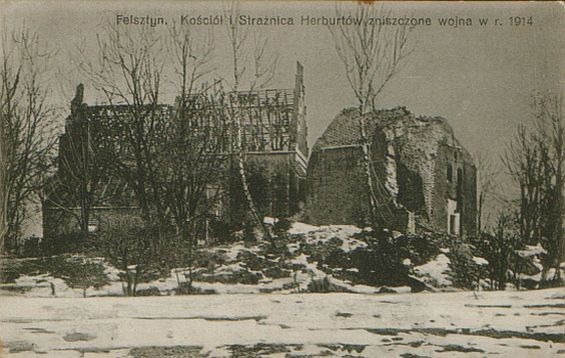
Schlossturm und Kirche (1914)
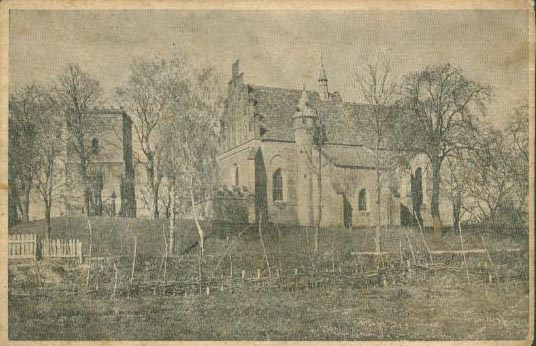
Schlossturm und Kirche (1914)
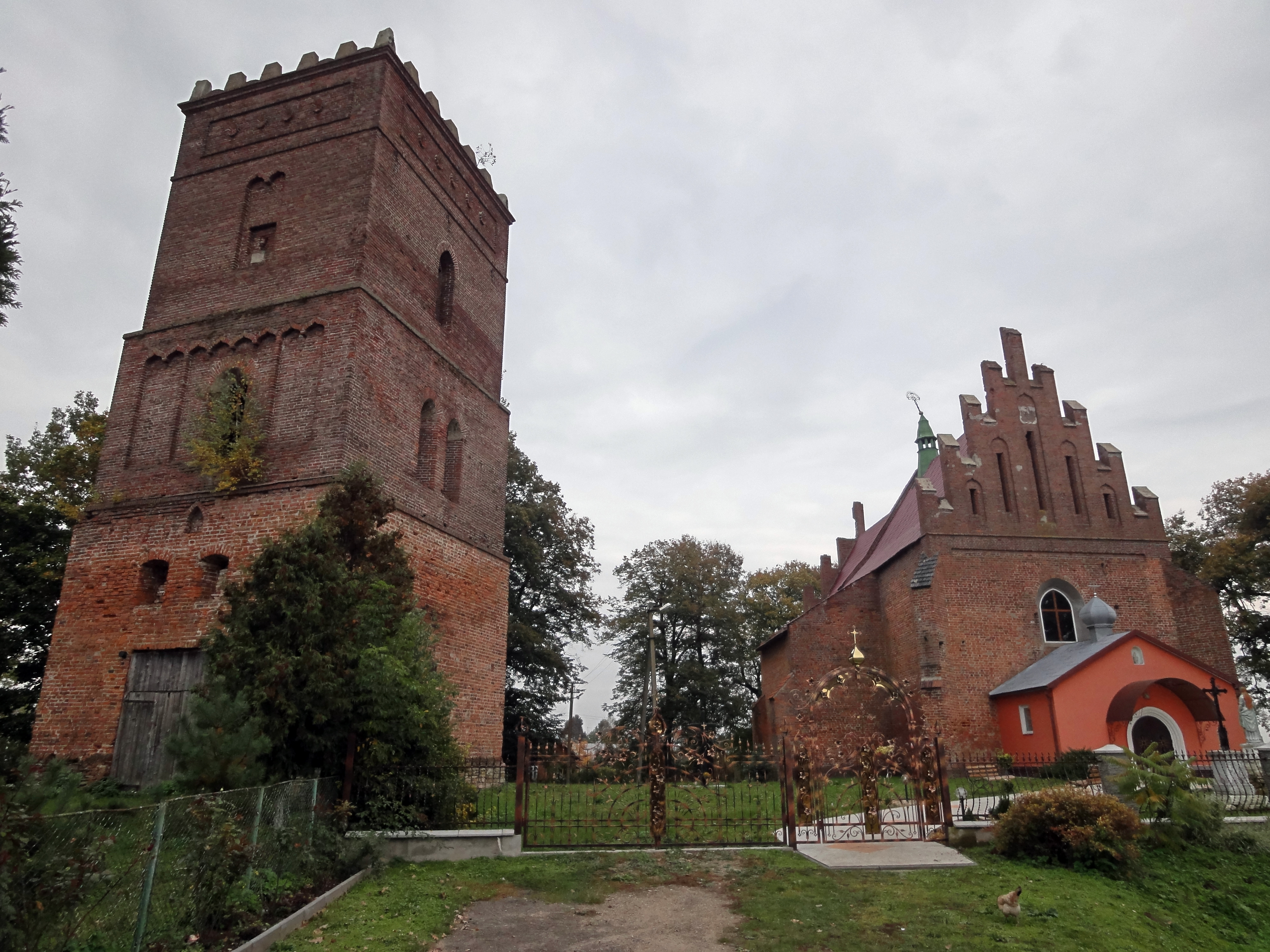
Kirche mit freistehendem Turm
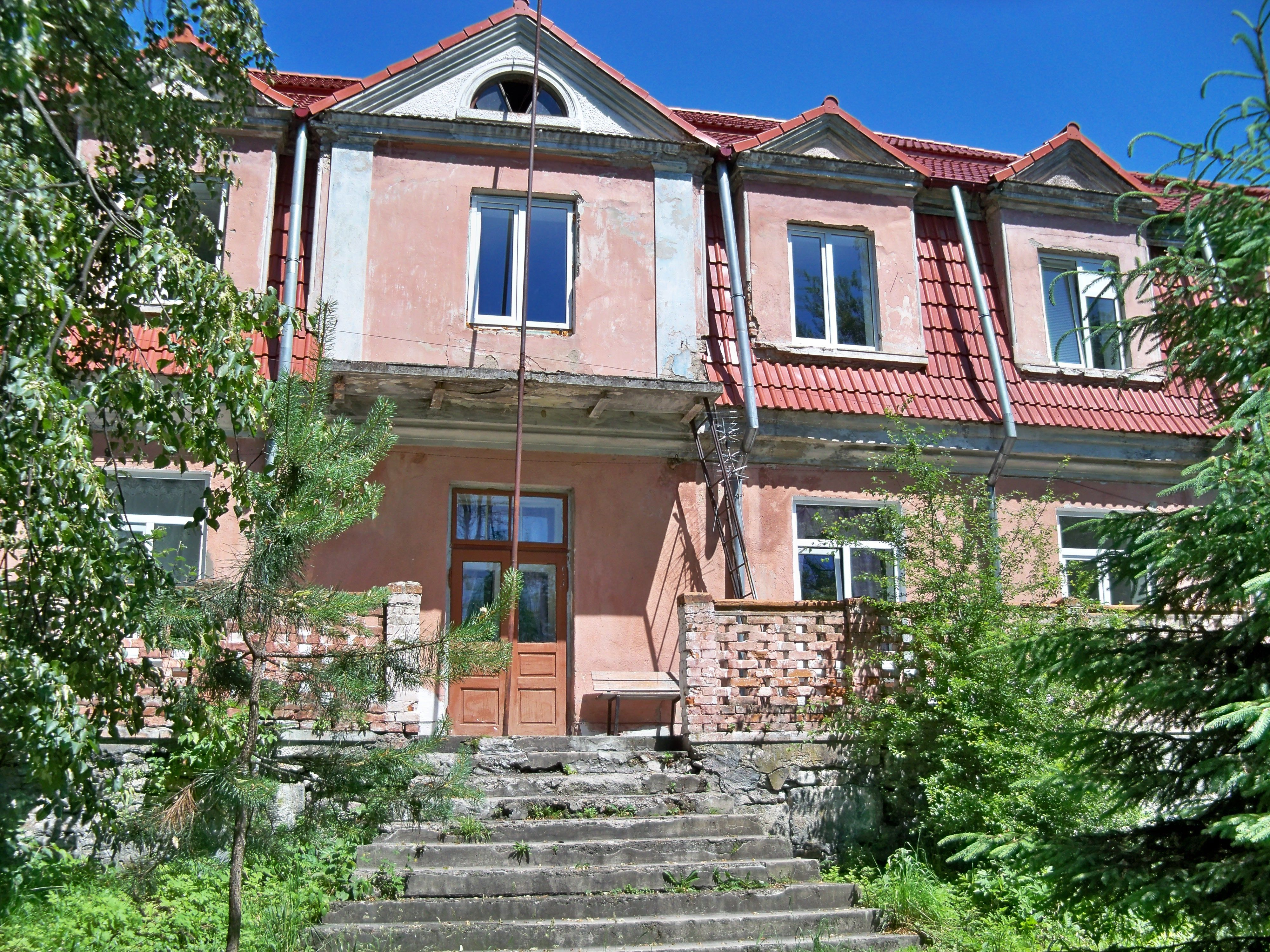
Gutshof

## Söhne und Töchter

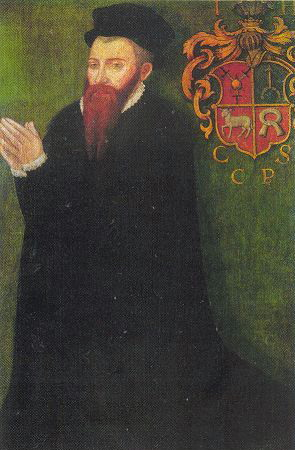
Joannes Herborth de Fulstin

- Jan Herburt (Joannes Herborth de Fulstin) († 1577), polnischer Historiker, Humanist, Jurist.
- Sebastian von Felsztyn (* zwischen 1480 und 1490; † nach 1552 (?) ), polnischer Musiktheoretiker und Komponist.